# 吳珣
吳珣，五代十国时南漢官员。
吳珣勇敢有謀略，官至巨象指揮使。乾和六年（948年），皇帝劉晟趁南楚馬希萼、馬希廣兄弟爭國，命他和招討使吳懷恩攻打賀州，攻陷該地後，南楚將領徐知新、任廷暉率兵救援。吳珣、吳懷恩指揮士兵在賀州城下鑿下大阱，然後覆上覆竹箔、蓋上泥土；當徐知新、任廷暉屬兵到城下就全部墮下大阱，死者不計其數，徐知新等人僅以身免。之後吳懷恩攻打昭州，吳珣帶領部下擾掠全州就回國，並在史書中失去記載。